# جون مارتن فيشر
جون مارتن فيشر (بالإنجليزية: John Martin Fischer)‏ هو فيلسوف أمريكي، ولد في 26 ديسمبر 1952.